# IC 1741
IC 1741 — галактика типу S0-a (спіральна галактика) у сузір'ї Кит.
Цей об'єкт міститься в оригінальній редакції індексного каталогу.